# Mucho barato
Mucho barato es el álbum debut de Control Machete, un grupo mexicano de hip hop. Fue lanzado al mercado en 1996 en México y el 14 de febrero de 1997 en el resto del mundo y vendió 100 000 copias en México, y 400 000 en América Latina. El sencillo «Comprendes Mendes?» atrajo popularidad inmediata y fue un hit en las radios de toda América Latina. Es uno de los mejores discos de hip-hop en español [cita requerida]. Otros sencillos incluyeron «Andamos armados» y «Así son mis días». El álbum innovó el rap mexicano con su estilo hardcore con beats mejor producidos e influencias del rap chicano, ha sido una gran influencia para el rap latinoamericano. Hoy en día Mucho Barato se han convertido en los parte aguas de la escena del hip hop mexicano por voltear a ver al rap nacional haciéndolo de manera internacional.
El track Mexican Curious es una versión remix de Humanos Mexicanos.

## Antecedentes
El detrás del Mucho Barato originalmente iba a ser producido por DJ Muggs ya que primero contactaron con Muggs pero lo rechazó ya que no le tenía interés un grupo de rap de México y finalmente Muggs recomendó a su ingeniero de audio Jason Roberts para hacer los beats en todo el álbum.

## Lista de canciones
1. "Control Machete"
2. "¿Comprendes, Mendes?"
3. "Las Fabulosas I"
4. "Andamos Armados"
5. "Humanos Mexicanos"
6. "Cheve"
7. "Madrugada Encore"
8. "Así Son Mis Días"
9. "¿Te Aprovechas del Límite?"
10. "Justo 'N"
11. "La Copa de Dama"
12. "La Lupita"
13. "Grin-Gosano"
14. "Únete Pueblo"
15. "Las Fabulosas II"
16. "El Son Divo"
17. "Marioneta"
18. "Mexican Curious" (Bonus track)